# Joe Satriani
Joe Satriani е инструментален рок албум от 1995 г., на американския китарист Джо Сатриани. Продуциран от Глен Джонс, албумът представя едно по-спокойно и блус звучене, с по-малко ефекти в сравнение с предишните албуми на Сатриани.

## Състав
- Джо Сатриани – соло & ритъм китара, бас, арфа, вокали
- Анди Феъруедър Уол – ритъм китара
- Нейтън Ийст – бас
- Мат Байсънт – бас
- Ерик Валенте – пиано
- Грег Байсънт – перкусия
- Мани Каче – барабани
- Итън Джонс – барабани
- Джеф Кампители – барабани